# Rhinotyphlops leucocephalus
Rhinotyphlops leucocephalus — вид змій родини сліпунів (Typhlopidae). Ендемік Сомалі.

## Поширення і екологія
Rhinotyphlops leucocephalus відомі за типовим зразком, зібраним в околицях міста Ласьанод на півночі Сомалі, на висоті 727 м над рівнем моря.